# Тиран-карлик
Тиран-карлик (Ornithion) — рід горобцеподібних птахів родини тиранових (Tyrannidae). Представники цього роду мешкають в Мексиці, Центральній і  Південній Америці.

## Таксономія і систематика
Молекулярно-генетичне дослідження, проведене Телло та іншими в 2009 році дозволило дослідникам краще зрозуміти філогенію родини тиранових. Згідно із запропонованою ними класифікацією, рід Тиран-карлик (Ornithion) належить до родини тиранових (Tyrannidae), підродини Еленійних (Elaeniinae) і триби Euscarthmini. До цієї триби систематики відносять також роди Тиран-малюк (Zimmerius), Каландрита (Stigmatura), Інезія (Inezia), Тиранчик-рудь (Euscarthmus), Тиран-крихітка (Phyllomyias), Тиранчик-тонкодзьоб (Camptostoma) і Тиранчик-довгохвіст (Mecocerculus).

## Види
Виділяють три види:
- Тиран-карлик жовточеревий (Ornithion semiflavum)
- Тиран-карлик буроголовий (Ornithion brunneicapillus)
- Тиран-карлик амазонійський (Ornithion inerme)

## Етимологія
Наукова назва роду Ornithion походить від слова дав.-гр. ορνιθιον — пташка (зменшувательної форми слова дав.-гр. ορνις — птах).